# بطولة باريس المفتوحة 1975 - الزوجي
في بطولة باريس المفتوحة 1975 - الزوجي فاز كل من البولندي فويتشخ فيباك والألماني كارل ميلر على إيلي ناستاسي والهولندي توم أوكر في المباراة النهائية بنتيجة 6–4، 7–6.

## التوزيع
1. فريد ماكنير /  شيرود ستيوارت (ربع النهائي)
2. فويتشخ فيباك /  كارل ميلر (البطولة)
3. ديك ستوكتون /  إريك فان ديلين (ربع النهائي)
4. إيلي ناستاسي /  توم أوكر (النهائي)

## المباريات

### مفتاح
- Q = متأهل Qualifier
- WC = وايلد كارد Wild Card
- LL = خاسر محظوظ Lucky Loser
- Alt = بديل Alternate
- SE = Special Exempt
- PR = تصنيف محمي Protected Ranking
- w/o = فوز سهل Walkover
- r = انسحاب Retired
- d = Defaulted
- SR = Special ranking
- ITF = ITF entry
- JE = Junior exempt

### النهائي
| النهائي |                        |   |   |  |
|         |                        |   |   |  |
|         |                        |   |   |  |
| 4       | إيلي ناستاسي توم أوكر  | 4 | 6 |  |
| 2       | فويتشخ فيباك كارل ميلر | 6 | 7 |  |